# قسم قلعة قاضي الريفي (مقاطعة بندر عباس)
قسم قلعة قاضي الريفي (بالفارسية: دهستان قلعه قاضی) هي منطقة ريفية تقع في إيران في ناحية قلعة قاضي. يقدر عدد سكانها بـ 12,011 نسمة .